# لوئیس کابایرو
لوئیس کابایرو (اسپانیایی: Luis Caballero‎; ۱۷ سپتامبر ۱۹۶۲ – ۶ مهٔ ۲۰۰۵) بازیکن فوتبال اهل پاراگوئه بود.
از باشگاه‌هایی که در آن بازی کرده‌است می‌توان به باشگاه ورزشی الیمپیا اشاره کرد.
وی همچنین در تیم ملی فوتبال پاراگوئه بازی کرده‌است.